# Station Pinneberg
Station Pinneberg (Bahnhof Pinneberg) is een spoorwegstation in de  Duitse plaats Pinneberg, in de  deelstaat Sleeswijk-Holstein. Het bevindt zich aan de zeer drukke spoorlijn Hamburg-Altona - Kiel en de spoorlijn Hamburg Holstenstraße - Pinneberg. Deze laatste lijn is deel van de S-Bahn van Hamburg waarvan lijn S3 hier haar eindpunt heeft. Het stationsgebouw werd in 1844 gebouwd en is het oudste van zijn type in Sleeswijk-Holstein. Het station wordt dagelijks door rond de 19.000 reizigers gebruikt. Het gammele stationsgebouw zal gerenoveerd worden om het in een nieuwe stationsomgeving te integreren, omdat er in de stad nog weinig historische gebouwen zijn.

## Exploitatie
Het station werd op 18 september 1844, met de opening van de spoorlijn Altona - Kiel, in gebruik genomen, waarmee het een van de oudste in Sleeswijk-Holstein is. Vanaf 1967 is het een eindpunt van de S-Bahn van Hamburg. Het station beschikt over 5 perronsporen. De sporen 1 en 2 eindigen als kopspoor ten zuiden van het stationsgebouw en worden gebruikt door de S-Bahn. Spoor 3 ligt aan het perron langs het stationsgebouw en wordt voornamelijk gebruikt voor treinen naar Wrist. De sporen 4 en 5 liggen aan een eilandperron, dat via een tunnel is te bereiken. Op spoor 4 stoppen de treinen naar Itzehoe via Elmshorn. Spoor 5 is voor de treinen haar Hamburg. Een zesde spoor wordt als doorgangsspoor gebruikt.

### Verbindingen
De volgende treinseries stoppen in station Pinneberg:
| Serie | Treinsoort              | Route                                                                                                 | Bijzonderheden             |
| ----- | ----------------------- | --- | -------------------------- |
| RB 61 | Regionalbahn (Nordbahn) | Hamburg Hbf – Hamburg Dammtor – Pinneberg – Elmshorn – Glückstadt – Itzehoe                           |                            |
| RB 71 | Regionalbahn (Nordbahn) | Hamburg-Altona – Pinneberg – Elmshorn – [ Wrist ] / [ Itzehoe ]                                       | 's avonds van/naar Itzehoe |
|       | S-Bahn (DB Regio)       | Pinneberg – Elbgaustraße – Eidelstedt – Altona – Hauptbahnhof – Harburg – Harburg Rathaus – Neugraben |                            |

Enkele treinen van de RE 7/RE 70 stoppen ook in Pinneberg.
Hamburg-Altona ·
Hamburg Diebsteich ·
Hamburg-Langenfelde · 
Hamburg-Stellingen ·
Hamburg-Eidelstedt ·
Hamburg Elbgaustraße ·
Krupunder ·
Halstenbek ·
Thesdorf ·
Pinneberg ·
Prisdorf ·
Tornesch ·
Elmshorn ·
Horst (Holst) ·
Dauenhof ·
Wrist ·
Brokstedt ·
Neumünster ·
Einfeld ·
Bordesholm ·
Flintbek ·
Kiel Hauptbahnhof